# Microsoft Office 2003
 (août 2020).
Si vous disposez d'ouvrages ou d'articles de référence ou si vous connaissez des sites web de qualité traitant du thème abordé ici, merci de compléter l'article en donnant les références utiles à sa vérifiabilité et en les liant à la section « Notes et références ».
Chronologie des versions
Microsoft Office XP Microsoft Office 2007
Microsoft Office 2003 est une version de la suite bureautique Microsoft Office, développée et éditée par Microsoft. Sortie en octobre 2003, elle a succédé à Office XP et précédé Office 2007.

## Présentation
Microsoft décide de remodeler le logo Office à l'occasion de la sortie d'Office 2003, afin de donner une image plus moderne à sa suite bureautique phare, dont les ventes dépassent largement celles de Microsoft Works.
Deux nouveaux logiciels font leur apparition dans Office 2003 : InfoPath et OneNote. En outre, Office 2003 est la première version à utiliser le style de Windows XP, à travers de nouvelles icônes et couleurs.
À partir de cette version, Office ne supporte plus les anciennes éditions de Windows (Windows 98, Windows Me ou Windows NT 4.0).

## Caractéristiques
Office 2003 est la dernière version à inclure certaines fonctionnalités, comme les menus et barres d'outils entièrement personnalisables, l'Assistant Office ainsi que les composants Office Web. C'est aussi la dernière version de Microsoft Office à supporter Windows 2000.
Seuls les clip arts et les templates de base sont inclus sur le CD-ROM d'installation, car la plupart des contenus sont disponibles et téléchargeables en ligne, directement depuis le logiciel Office utilisé. La plateforme Web, baptisée Microsoft Office Online, contient des articles, conseils, vidéos d'apprentissage, modèles à utiliser dans Microsoft Office System, du contenu Clip Art (vidéos ou photos à insérer dans un document), etc.
La dernière mise à jour cumulative pour Office 2003 est sortie en septembre 2007. Il s'agit du Service Pack 3, qui résout divers problèmes de compatibilité et de stabilité avec Windows Vista. Le support des logiciels de la suite Office 2003 a pris fin en avril 2009, alors que le support étendu s'est achevé en avril 2014.

## Microsoft Office Online
Microsoft Office Online est le site Web de Microsoft Office 2003 contenant énormément de contenu pour tels que des formations vidéos, de l'aide ou assistance, des modèles (documents pré-conçus par Microsoft à modifier selon les envies de l'utilisateur), des images Clip-Art (images ou vidéos à insérer dans Microsoft Office 2003) et Office Marketplace, un service d'achat de contenu pour Microsoft Office System. 

## Logiciels
- Microsoft Office Word 2003
- Microsoft Office Excel 2003
- Microsoft Office PowerPoint 2003
- Microsoft Office Outlook 2003 / Outlook avec Gestionnaire de contacts professionnels (Business Contact Manager)
- Microsoft Office Access 2003
- Microsoft Office Publisher 2003
- Microsoft Office InfoPath 2003 (Nouveau !)
- Microsoft Office Project 2003 (Édition Professionnelle et Standard)
- Microsoft Office Visio 2003 (Édition Professionnelle et Standard)
- Microsoft Office FrontPage 2003
- Microsoft Office OneNote 2003 (Nouveau !)
- Microsoft Office InterConnect 2004 (Nouveau !) (Uniquement au Japon)
- Microsoft Office Small Business Accounting 2006 (Nouveau !) (Uniquement aux États-Unis)

## Éditions
|            | Basique | Licence étudiant/enseignant | Standard | Professionnel                                      | Professionnel Entreprise                           |
| ---------- | ------- | --------------------------- | -------- | -------------------------------------------------- | -------------------------------------------------- |
| Word       | Oui     | Oui                         | Oui      | Oui                                                | Oui                                                |
| Excel      | Oui     | Oui                         | Oui      | Oui                                                | Oui                                                |
| Outlook    | Oui     | Oui                         | Oui      | Oui · avec Gestionnaire de contacts professionnels | Oui · avec Gestionnaire de contacts professionnels |
| PowerPoint | Non     | Oui                         | Oui      | Oui                                                | Oui                                                |
| Publisher  | Non     | Non                         | Non      | Oui                                                | Oui                                                |
| Access     | Non     | Non                         | Non      | Non                                                | Oui                                                |
| InfoPath   | Non     | Non                         | Non      | Non                                                | Oui · Édition en volume seulement ·                |
| OneNote    | Non     | Non                         | Non      | Non                                                | Non                                                |
| FrontPage  | Non     | Non                         | Non      | Non                                                | Non                                                |
| Visio      | Non     | Non                         | Non      | Non                                                | Non                                                |
| Project    | Non     | Non                         | Non      | Non                                                | Non                                                |

## Référence
1. ↑  Numéro de version d'Office 2003
2. ↑  (en) « Language Accessory Pack for Microsoft 365 », sur office.com (consulté le 21 mai 2023).

#### Office
- Jerry Joyce et Marianne Moon, Microsoft Office System 2003 Edition, Redmond, Microsoft Press, coll. « Plain & Simple », 2003, 432 p. (ISBN 978-0-7356-1982-1, présentation en ligne)
- Michael J. Young et Michael Halvorsen, Microsoft Office System 2003 Edition, Redmond, Microsoft Press, coll. « Inside Out », 2003, 1568 p. (ISBN 978-0-7356-1512-0, présentation en ligne)

#### Word
- Mary Millhollon et Katherine Murray, Microsoft Word 2003, Paris, Microsoft Press, coll. « Au quotidien », 2004 (ISBN 978-2-10-007564-5)

#### Excel
- Curtis Frye, Wayne S. Freeze et Felicia K. Buckingham, Microsoft Office Excel 2003 Programming, Redmond, Microsoft Press, coll. « Inside Out », 2004, 624 p. (ISBN 978-0-7356-1985-2, présentation en ligne)
- Craig Stinson et Mark Dodge, Microsoft Excel 2003, Paris, Microsoft Press, coll. « Au quotidien », 2004 (ISBN 978-2-10-007352-8)

#### Access
- John L. Viescas, Microsoft Access 2003, Paris, Microsoft Press, coll. « Au quotidien », 2004 (ISBN 978-2-10-007551-5)